# Брукс, Клинт
Клинт Брукс (англ. Cleanth Brooks; 16 октября 1906, Марри, штат Кентукки — 10 мая 1994, Нью-Хейвен, штат Коннектикут) — американский литературовед, литературный критик, теоретик, педагог, профессор университета штата Луизиана (1932—1947) и Йельского университета (1947—1975).
Один из основоположников школы новой критики.

## Биография
Сын методистского священника.
Обрахование получил в университетах Нашвилла, Нового Орлеана, Оксфорда (1929—1932). Ученик Джона Рэнсома. В 1928 году получил степень в Тулейнском университете. Получил Стипендию Родса, а в 1953 году — Стипендию Гуггенхайма.
С 1935 по 1942 год был одним из издателей литературного журнала «The Southern Review». С 1947 по 1975 год преподавал в качестве профессора литературы в Йельском университете. Известен как один из важнейших представителей так называемой новой критики.
В 1966 году К. Брукс был избран членом Американской академии искусств и наук .
Рассматривал поэзию как особую форму знания. Считал литературное произведение «органической формой», в основе которой — ирония, парадокс, многозначность. Понятие «органической формы» было разработано К. Бруксом в подготовленных им (в соавторстве с Р. П. Уорреном) комментированных учебных антологиях: «Понимание поэзии» («Understanding poetry», 1938) и «Понимание прозы» («Understanding fiction», 1943).

## Избранные публикации
- «Современная поэзия и традиция» («Modern poetry and the tradition», 1939),
- «Хорошо вылепленная ваза: Изучение структуры поэзии» («The well wrought urn: Studies in the structure of poetry», 1947),
- «Историческая очевидность и восприятие поэзии семнадцатого века» («Historical evidence and the reading of seventeenth-century poetry», 1991),
- Работы о творчестве У. Фолкнера, Э. Хемингуэя.